# Маленька західна стіна

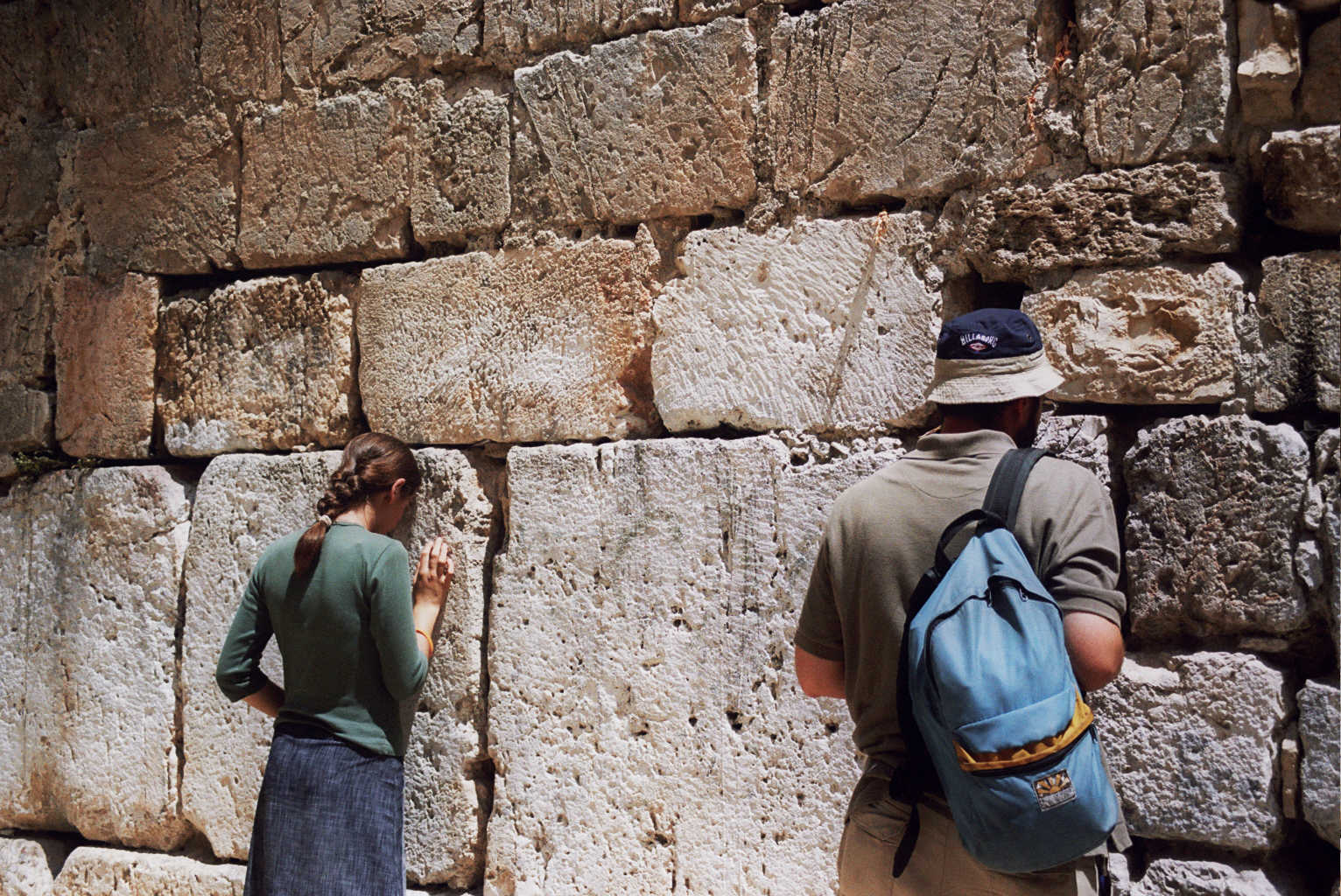
Чоловік і жінка моляться біля Маленької західної стіни

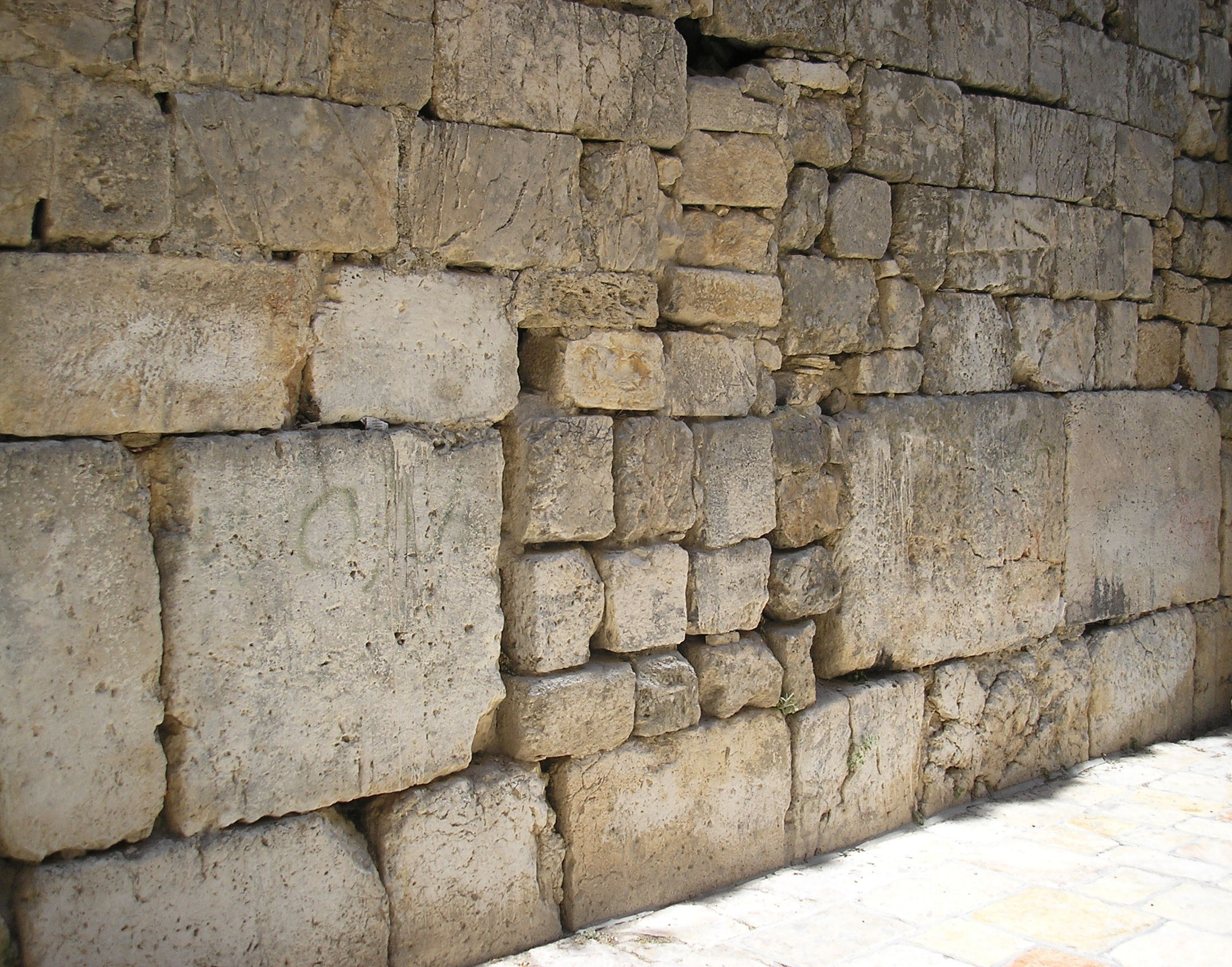
Нижня частина Маленької західної стіни

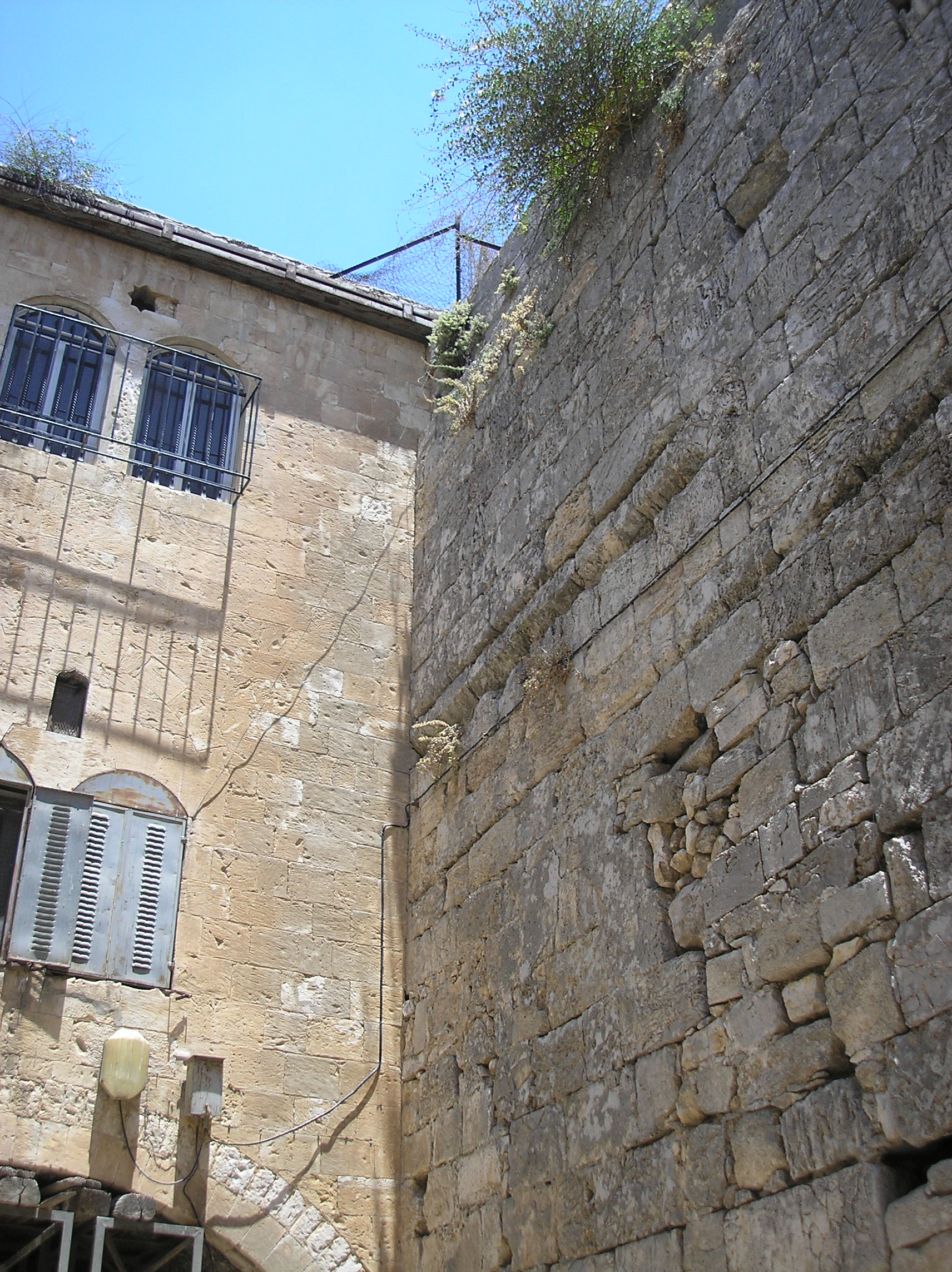
Верх Маленької західної стіни

Маленька західна стіна (івр. הכותל הקטן HaKotel HaKatan (чи просто Kotel Katan)) — місце молитви юдеїв у мусульманському кварталі старого міста Єрусалима. Знаходиться неподалік Залізних воріт, що виходять до Храмової гори. Стіна побудована за часів Другого храму (516 р. до н. е. — 70 р.). Маленька західна стіна є продовженням відомої Стіни плачу, яка у свою чергу є опірною стіною Храмової гори. На відміну від Стіни плачу, Маленька західна стіна розташована ближче до місця де було розміщено Святеє Святих Храму та має глибоке духовне значення. Однак це також не найближче місце до Святеє Святих, оскільки є місце в тунелі Західної стіни, яке безпосередньо стикається до місця де було розміщено Святеє Святих.

## Розмір
На відміну від більш відомої Західної стіни, Маленька західна стіна не має великої площі, що виходить до нього, а розташована у вузькому провулку. Таким чином це нагадує ситуацію Стіни Плачу, яка була до шестиденної війни 1967 року, до того, як була облаштовавана площа перед Стіною плачу. HaKotel HaKatan має вузьку вуличку перед собою, і лише два найнижчі ряди будівельних каменів датуються періодом Другого храму. На відміну від тих каменів, що на Західній стіні, каміння не є гладким і не носить слідів дотиків мільйонів поклонників.

## Значення
Оскльки Маленька західна стіна розташована ближче до місця де було розміщено Святеє Святих Храму то для юдеїв, що хочуть молитися найближче до Святеє Святих, вона має глибоке духовне значення. Для мусульманського населення Єрусалима, Маленька західна стіна відома як Ribāṭ al-Kurd (Лічниця курдів).